# Symington (South Ayrshire)
Pour les articles homonymes, voir Symington.
Symington est un village situé dans le South Ayrshire, en Écosse.